# Туба (река, впадает в Онежское озеро)
Туба — река в России, протекает по территории Пяльмского сельского поселения Пудожского района Республики Карелии. Длина реки — 16 км, площадь водосборного бассейна — 314 км².

## Общие сведения
Река берёт начало из Тубозера без названия на высоте 91,1 м над уровнем моря и далее течёт преимущественно в северо-западном направлении.
Река в общей сложности имеет восемь малых притоков суммарной длиной 28 км.
Имеет два крупных притока:
- 7,7 км по правому берегу от устья Тубы — река Анусара
- 12 км по правому берегу от устья Тубы — река Лепсара

В среднем течении Туба протекает через Егозеро.
Впадает на высоте 33,0 м над уровнем моря в Онежское озеро.
В нижнем течении Туба пересекает трассу А119 («Вологда — Медвежьегорск — автомобильная дорога Р-21 „Кола“»).
Населённые пункты на реке отсутствуют.
Код объекта в государственном водном реестре — 01040100612102000016072.

## Фотографии
|  |  |